# کوه هندکی
کوه هندکی یک کوه در رشته‌کوه هندوکش است که در نزدیکی ولسوالی بگرامی ولایت کابل واقع شده است.